# Team Project 1
Team Project 1 (dawniej: Tolimit)– niemiecki zespół wyścigowy, założony w 1993 roku przez Hansa-Bernda Kampsa oraz Jörga Michaelisa. Jest jednym z najbardziej utytułowanych zespołów startujących w Porsche Supercup, Niemieckim Pucharze Porsche Carrera, Porsche Sports Cup, Porsche GT3 Cup Challenge Middle East i innych seriach samochodów Porsche. Siedziba zespołu znajduje się w niemieckiej miejscowości Lohne.
W Porsche Supercup oraz w Niemieckim Pucharze Porsche Carrera zespół startuje od 1993 roku. W pierwszych latach zespół nie odnosił znaczących sukcesów. W 1998 roku podpisano długoletnią umowę sponsorską z Deutsche Post. W sezonie 2005 Porsche Carrera zespół zdobył pierwszy mistrzowski tytuł zarówno wśród zespołów, jak i wśród kierowców (Christian Menzel). Rok później w Porsche Supercup Richard Westbrook zdobył tytuł mistrzowski. Podobnie zespół był najlepszy. W 2009 roku zawarto umowę z Abu Zabi. Od tej pory ekipa startował w Porsche Supercup jako Team Abu Dhabi by Tolimit. W latach 2011–2012 zespół był najlepszy w Niemieckim Pucharze Porsche Carrera. Tytuły mistrzowskie zdobywali odpowiednio Nick Tandy i René Rast. W 2013 roku zmieniono nazwę zespołu na Team Project 1 (W Supercup: Team Allyouneed by Project 1).